# Greifswald
Greifswald (in basso tedesco Griepswohld) è una città del Meclemburgo-Pomerania Anteriore, in Germania.
Posta sulle rive del Mar Baltico, è attraversata dal fiume Ryck. È posta a metà strada tra le due maggiori isole della Germania, Rügen e Usedom.
Si fregia del titolo di "città universitaria ed anseatica" (ted.: Universitäts- und Hansestadt). Circa un quarto della sua popolazione è composta da membri dell'Università di Greifswald.

## Geografia fisica
Posta nel nord-est della Germania, Greifswald è attraversata dal fiume Ryck. La città è situata in fondo alla Baia di Greifswald, dove sorge l'abitato di Greifswald-Wieck, un tempo borgo di pescatori, ora marina e porto turistico della città.
La città è circondata da pianure.

## Storia
Nel 1199 i principi danesi di Rügen autorizzarono i monaci a edificare l'Abbazia di Eldena, nei pressi della foce del Ryck. Il luogo, attraversato da un'importante via regia, e dotato di saline naturali, venne ribattezzato Gryp(he)swold(e). Il sale arricchì notevolmente i monaci, che fecero di Greifswald un importante centro della regione, anche dopo la cacciata dei danesi e l'arrivo dei duchi di Pomerania. Il 14 maggio 1250 divenne città libera, cui si applicava il cosiddetto diritto di Lubecca. La città col passare del tempo crebbe ulteriormente tanto da diventare uno dei membri più importanti della Lega Anseatica, nel 1456 il borgomastro concesse la fondazione dell'università, la più antica della regione. Durante la guerra dei Trent'anni, la Pomerania venne invasa dalla Svezia, Greifswald fu l'ultima roccaforte imperiale a cadere. Al termine della guerra la città entrò a far parte del Regno di Svezia, nella cosiddetta Pomerania svedese. Fu questo un periodo buio per la città, la popolazione diminuì sensibilmente, le continue guerre e rivolte resero la città un luogo-fantasma. Durante la Grande guerra del nord, la città divenne quartier generale dell'esercito svedese, che la saccheggiò ulteriormente. Nel 1815 passò alla Prussia e Greifswald finalmente risorse. Durante la Seconda guerra mondiale subì gravi distruzioni e, nel 1949 entrò a far parte della Repubblica Democratica Tedesca. Ora Greifswald, dopo un periodo di abbandono, dovuto all'emigrazione di molti suoi abitanti verso l'ovest, è tornata ad essere un importante centro turistico dell'area baltica nonché sede di una delle principali università dello stato.

## Economia
L'economia cittadina si basa principalmente sulle attività che ruotano attorno all'Università, ma anche il turismo e la cantieristica sono voci importanti per Greifswald.

### Turismo
Sono da vedere le rovine di Eldena. La città offre alcuni pregevoli edifici
in stile gotico baltico come la chiesa di Santa Maria, il Municipio e la Biblioteca.

## Cultura
Greifswald è dotata di alcuni musei, di un teatro e di un orto botanico e, nonostante la sua popolazione non proprio numerosa, offre molti eventi culturali durante l'anno.
Ospita, presso il l'Istituto Max Planck di fisica del plasma, il primo stellarator (reattore nucleare a fusione) di ultima generazione, il Wendelstein 7-X, ed è stato acceso per la prima volta nel 2015.

## Geografia antropica

### Suddivisioni amministrative
Lo Statuto cittadino (art. 21) contempla le seguenti suddivisioni amministrative:
- Wieck
- Eldena
- Riems
- Friedrichshagen
- Ostseeviertel
- Innenstadt
- Schönwalde I und Südstadt
- Schönwalde II

## Amministrazione

### Gemellaggi
Greifswald è gemellata (formalmente o intrattenendo "contatti particolari") con:
Gemellaggi veri e propri (Städtepartnerschaft):
- Kotka, dal 1959
- Osnabrück, dal 1988
- Lund, dal 1990
- Hamar, dal 1997
- Goleniów, dal 2006
- Newport News, dal 2007
- Stettino, dal 2010

"contatti" (Städtekontakte) con:
- Angers, dal 1994
- Kristianstad, dal 1998
- Pomerode, dal 2001